# Neckbreaker
Un neckbreaker es un movimiento de lucha libre profesional destinado al cuello del oponente. Un tipo muy común de esta técnica puede ser impactar la parte trasera del cuello del oponente sobre una parte del cuerpo del usuario, como el hombro o la rodilla. Otra versión consiste en hacer girar el cuello del oponente, tras meterlo en un facelock o headlock, para llevarlo a la lona de forma similar a un powerslam. 
Este movimiento tiene muchas variantes; generalmente se hace referencia al cutter como un inverted neckbreaker, pero no lo es realmente. Algunas variciones, como el whiplash, puede ser a veces confundidas con tipos de rolling cutter.

## Variaciones

### Argentine neckbreaker
El usuario levanta al oponente, metiendo la cabeza bajo su brazo y agarrando sobre su pierna, boca arriba sobre sus hombros, en una posición de argentine backbeaker rack. Entonces suelta la pierna y empuja el cuerpo del otro detrás de sí, cogiendo su cuello y cayendo en un falling neckbreaker.

### Arm trap neckbreaker
El usuario agarra el brazo del oponente y se mueve a una posición de espalda contra espalda, de modo que el brazo del oponente rodee su propia cabeza, en un cutthroat. En ese punto el luchador se deja caer, tirando del brazo del otro y arrastrándolo de forma que su nuca caiga a la lona.

### Corkscrew neckbeaker
En esta técnica el luchador agarra la cabeza del oponente y gira sobre sí mismo, haciendo que el rival siga el movimiento y acabe cayendo a la lona sobre su nuca. 
El término corkscrew neckbreaker es a veces usado para designar a un somersault neckbreaker, aunque no son lo mismo.

### Crossarm neckbeaker / Straight Jacket neckbreaker
El usuario cruza los brazos del rival en forma de X mientras toma sus manos, acto seguido, se voltea para un lado con todo y el rival, por último, se deja caer mientras están en esa posición para caer de nuca y espalda contra la lona. Popularizado como Terminus por el exluchador de WWE Damien Sandow y luego como movimiento de firma de Sasha Banks, llamado Bankrupt.

### Somersault neckbreaker
En esta técnica, también llamada frontflip neckbreaker, el usuario agarra la cabeza del oponente y salta hacia delante, manteniendo la presa; el impulso del salto hace que el luchador oscile de forma vertical sobre el oponente antes de caer de espaldas a la lona, llevando la nuca del oponente tras de sí. Esta técnica es a veces una solución rápida para un vertical suplex.

### Cradle neckbreaker
En esta variante del muscle buster, el usuario levanta a su oponente y lo apoya con el cuello doblado sobre su hombro, sujetando sus piernas para mantenerle en esta posición. Entonces, el luchador se deja caer sentado o de rodillas para que la fuerza del golpe sea transmitida al cuello del oponente a través del hombro. Este movimiento es básicamente un shoulder neckbreaker con todo el oponente situado encima del hombro, lo que hace que su peso añada fuerza extra a la técnica.
Este movimiento tiene sus orígenes en la lucha libre japonesa, donde fue innovado por Tanny Mouse bajo el nombre de Kinniku Buster. Mouse lo adoptó después de verlo en el manga Kinnikuman, en el que el personaje titular utilizaba una exageradamente espectacular versión de la técnica para acabar con sus oponentes. En la actualidad, es una técnica muy poco usada debido a su alta peligrosidad, ya que, dado que el usuario ha de realizar toda la fuerza del movimiento, un fallo o un exceso en ésta puede provocar lesiones serias en las vértebras cervicales de la víctima.

### Diving neckbreaker
En esta variación, también llamada flying neckbreaker, el usuario salta desde una posición elevada y mientras se halla en el aire agarra el cuello del oponente, haciéndolo caer con él en diferentes tipos de neckbreakers. Generalmente se realiza una versión llamada flipping neckbreaker o blockbuster, donde el movimiento es terminado en un falling neckbreaker.

#### Super neckbreaker
En esta variante, el luchador realiza cualquier tipo de neckbreaker a su oponente mientras ambos se hallan subidos al esquinero.

### Elevated neckbreaker
En este movimiento, el usuario realiza cualquier tipo de neckbreaker a un oponente situado en una posición elevada, como las cuerdas del esquinero.

### Fireman's carry neckbreaker
El usuario levanta al oponente y lo apoya atravesado sobre sus hombros. Entonces, tira hacia abajo de la cabeza del rival mientras empuja las piernas hacia arriba para voltearlo, como en un fireman's carry takeover; llegado a este punto, el luchador gira sobre sí mismo y agarra la cabeza del oponente desde atrás antes de dejarse caer de espaldas para estrellar su nuca contra el suelo a través del hueco de la axila, como en un neckbreaker slam.
En una variante llamada fireman's carry knee neckbreaker, el usuario deja al oponente caer con su cuello ubicado sobre la rodilla del luchador, en lugar de contra el suelo. Esta variación precisa de una ejecución ligeramente diferente.

### Hangman neckbreaker onto knee
Esta variante del hangman neckbreaker hace que el rival caiga de cuello sobre la rodilla del ejecutante.

### Hip toss neckbreaker
En esta variante, el usuario lanza al oponente contra las cuerdas con un Irish Whip y se sitúa al lado de él mirando hacia la misma dirección; allí, engancha el brazo más cercano por debajo y la axila más cercana. Tras ello, el usuario levanta sus brazos hacia atrás, como en un Hip Toss, pero ya luego de eso se mueve 180° al costado en dirección diagonal y toma la cabeza del oponente como en un Neckbreaker común y cualquiera.
Este movimiento era usado por el luchador profesional estadounidense Billy Gunn.

### Inverted facelock neckbreaker
El usuario se sitúa detrás del oponente y tira de él hacia atrás, sujetando su cabeza con el brazo; entonces, el luchador deja caer al rival sobre la rodilla, haciendo que ésta choque con el cuello del oponente.

### Jumping neckbeaker
El usuario con el oponente de espaldas en frente suyo salta quedando espalda con espalda, sujetando el cuello del rival con ambas extremidades para que este caiga de cuello contra la lona.

### Knee neckbreaker
En este movimiento, el luchador agarra la cabeza del oponente (desde varias posiciones) y tira de ella, haciendo que la parte trasera del cuello del rival caiga sobre la rodilla alzada del usuario.

### Neckbreaker slam
También conocido como falling neckbreaker, en este movimiento el luchador se halla de pie y espalda contra espalda con su oponente; entonces levanta un brazo y agarra la cabeza o cuello del rival en un inverted three-quarter facelock, dejándose caer de espaldas para golpear la parte trasera de la cabeza y la espalda del rival contra el suelo. Este movimiento es muchas veces usado para contrarrestar otro movimiento de su oponente.. 
En una variación llamada jumping neckbreaker, el usuario salta manteniendo la cabeza del otro sujeta y cae al suelo impactándola contra él, del mismo modo que el anterior, pero con más ángulo y fuerza.

### Overdrive

Un Overdrive.

El usuario hace agacharse ante él al oponente, apoya la pierna sobre su cuello y agarra el brazo más cercano a él. Entonces empuja el brazo atrapado de modo que el luchador gire sobre sí mismo con la pierna aún sobre su cuello, y acto seguido el luchador se deja caer hacia adelante para que la rodilla choque contra el suelo y el cuello del rival, bajo ella, reciba el impacto. Actualmente es llamada K2 por Kelly Kelly.

#### Inverted overdrive
En esta variación de la técnica anterior el usuario hace agacharse ante él al oponente, apoya la rodilla sobre su cuello y agarra el brazo más lejano a él. Entonces tira del brazo atrapado y se deja caer hacia atrás, haciendo que la rodilla impacte contra el cuello del otro. Esta técnica es usada de forma común por Zack Ryder, la llama Zack Attack.

#### Spinning overdrive
También llamada Modified overdrive. En esta técnica inofensiva es cuando el luchador utiliza la misma técnica que el overdrive solo que al momento de dejarlo impactar contra la lona, este da un giro de 180° para dejar caer la nuca contra la lona. MVP utilizó esta técnica llamándola Playmaker. Randy Orton la utilizó llamándola O-Zone.

### Shoulder neckbreaker
También llamado neckbreaker drop, sitout neckbreaker o falling neckbreaker, en esta técnica el luchador agarra la cabeza del oponente y apoya la parte trasera de su cuello sobre el hombro, estando situados espalda contra espalda. Entonces, manteniendo la presa, el usuario se deja caer sentado para que el impacto de la caída contra el suelo se transmita por el hombro contra el cuello del rival.esta técnica fue usada por la luchadora de wwe Layla.

### Gory neckbreaker
Normalmente es llamada Widow's Peak. En este movimiento el luchador pone la cabeza del oponente entre sus dos piernas, después lo levanta haciendo que quede encima de su espalda, pone la cabeza en su hombro y después el cae sentado de manera que al oponente cae su cabeza estrellándosela con el hombro del luchador.

### Swinging neckbreaker
El luchador atacante mete la cabeza del oponente bajo el brazo, poniendo la suya junto a ella, y usando el otro agarra la muñeca del brazo más lejano del oponente. Entonces, con el oponente agarrado, el usuario da un giro sobre el lado opuesto al brazo apresado y hacer que ambos caigan de espaldas al suelo, girando bruscamente el cuello del otro y haciendo impactar su nuca en el suelo a través del hueco de la axila usuario. Muchas personas lo confunden con un Reverse Rolling Cutter. Este movimiento fue realizado como movimiento del final del luchador estadounidense "Bulldog" Bob Brown en los años 1960 y frecuentemente en la actualidad usada por CM Punk.

### Swinging fisherman's neckbreaker

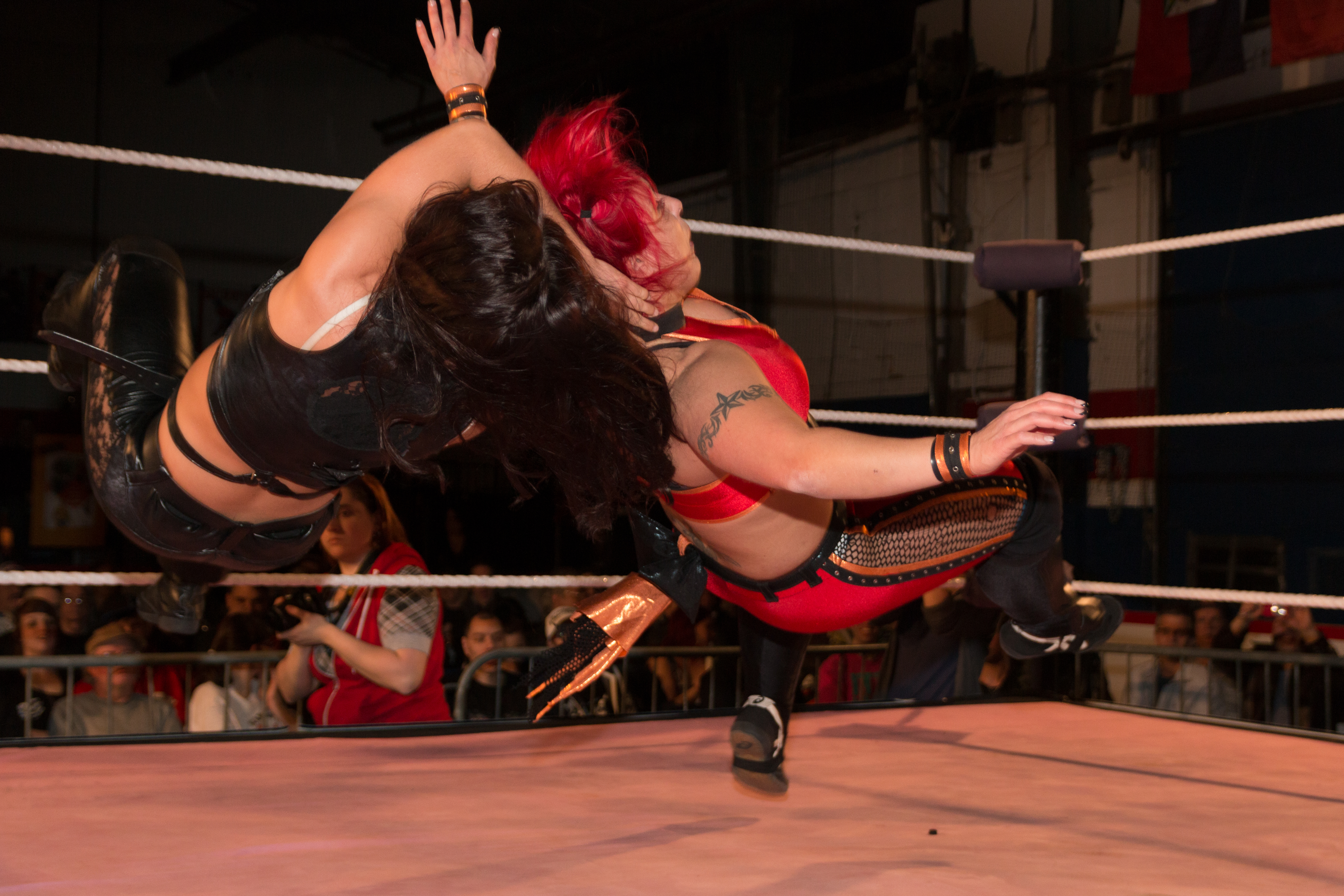
Nikki Storm (vestida de negro) aplicándole un swinging fisherman's neckbreaker a LuFisto.

Similar al swinging neckbreaker. El luchador atacante coloca el brazo del oponente sobre la nuca y él coloca el brazo sobre la nuca del oponente. Luego, el atacante gira sus brazos alrededor del cuello del oponente y los baja a ambos al suelo, en un movimiento semicircular, de modo que tanto el luchador como el oponente caen al suelo de espaldas primero, causando que la parte posterior del cuello del oponente impacte en el hombro del luchador atacante, la diferencia con esta versión es que se ve al luchador atacante agarrar la parte posterior del muslo del oponente de la misma manera que se realizaría el fisherman suplex.

### Rope Hung Vertical Suplex Swinging Neckbreaker
El luchador agarra la cabeza del oponente y la mete debajo de su brazo, luego lo levanta y coloca las puntas de sus pies sobre la tercera cuerda, entonces en ese momento da un giro haciendo que el oponente estrelle su cabeza contra la lona.